# Маріо Галинович
Маріо Галинович (хорв. Mario Galinović, нар. 15 листопада 1976, Загреб) — хорватський футболіст, що грав на позиції воротаря. По завершенні ігрової кар'єри — тренер. З 2021 року входить до тренерського штабу клубу «Газіантеп».
Виступав, зокрема, за клуби «Осієк» та «Панатінаїкос», а також національну збірну Хорватії.
Володар Кубка Хорватії. Чемпіон Греції. Володар Кубка Греції.

## Клубна кар'єра
Народився 15 листопада 1976 року в місті Загреб. Вихованець футбольної школи клубу «Осієк». Дорослу футбольну кар'єру розпочав 1993 року в основній команді того ж клубу, в якій провів дев'ять сезонів, взявши участь у 39 матчах чемпіонату.  За цей час виборов титул володаря Кубка Хорватії.
Протягом 2002—2004 років захищав кольори клубу «Камен Інград».
Своєю грою за останню команду привернув увагу представників тренерського штабу клубу «Панатінаїкос», до складу якого приєднався 2004 року. Відіграв за клуб з Афін наступні шість сезонів своєї ігрової кар'єри. За цей час додав до переліку своїх трофеїв титул чемпіона Греції.
Протягом 2010—2011 років захищав кольори клубу «Кавала».
Завершив ігрову кар'єру у команді «Керкіра», за яку виступав протягом 2011—2012 років.

## Виступи за збірні
У 1994 році дебютував у складі юнацької збірної Хорватії (U-17), загалом на юнацькому рівні взяв участь у 4 іграх.
У 1999 році дебютував в офіційних матчах у складі національної збірної Хорватії.
У складі збірної був учасником чемпіонату Європи 2008 року в Австрії та Швейцарії.
Загалом протягом кар'єри в національній команді, яка тривала 9 років, провів у її формі 2 матчі.

## Кар'єра тренера
Розпочав тренерську кар'єру, повернувшись до футболу після невеликої перерви, 2016 року, увійшовши до тренерського штабу клубу «Панатінаїкос», де пропрацював з 2016 по 2017 рік.
У подальшому входив до тренерських штабів клубів «Спарта» (Прага), ПАОК та «Газіантеп».
З 2021 року входить до тренерського штабу клубу «Газіантеп».
| Дата       | Місто | Господарі | Результат | Гості      | Турнір           | Голи | Примітки |
| ---------- | ----- | --------- | --------- | ---------- | ---------------- | ---- | -------- |
| 13-6-1999  | Сеул  | Хорватія  | 2 – 2     | Єгипет     | Korea Cup        | -2   |          |
| 16-10-2007 | Рієка | Хорватія  | 3 – 0     | Словаччина | товариський матч | -    |          |
| Усього     |       | Матчів    | 2         |            | Голів            | -2   |          |

## Титули і досягнення
- Володар Кубка Хорватії (1):

«Осієк»: 1998-1999
- Чемпіон Греції (1):

«Панатінаїкос»: 2009-2010
- Володар Кубка Греції (1):

«Панатінаїкос»: 2009-2010